# Justo Betancourt
Pour les articles homonymes, voir Betancourt.
Justo Betancourt est un chanteur cubain né le 6 décembre 1940 à  Matanzas (Cuba) d'une famille de musiciens (ses parents chantaient dans des groupes amateurs et un de ses oncles paternels était percussionniste).

## Biographie
À 11 ans, il fait partie du groupe « La Pandilla Cabeza de Perro », sponsorisé par une marque de bière.
À 16 ans, il est chanteur du groupe « Guaguancó Matancero », où il découvre les secrets du chant rumbero.
Avec le groupe « Orquesta Club » de Genaro Salinas il enregistre son premier morceau sur le label Fama, Para Gozar Cubita.
Arrivé à New York en 1964 après un séjour en Grèce, il travaille avec Johnny Pacheco, la Sonora Matancera, Eddie Palmieri et Ray Barretto, entre autres.
Il entame une carrière solo en 1968 sur le prestigieux label de salsa Fania et enregistre une série d'albums et son principal tube, Pa bravo yo composé par Ismael Miranda. 
Justo Betancourt part à Porto Rico en 1972, où il fonde l’orchestre “Borincuba”. Son choriste Tito Rojas le remplacera ensuite sur l'album Con Amor en 1978.
Loin du boom commercial de la salsa de New York, il reste attaché à une musique authentique.
Son talent d'improvisation a eu une grande influence sur les chanteurs qui sont venus après lui.
Il a aussi travaillé avec Mongo Santamaria, Roberto Roena, Cheo Feliciano, Willie Colón, Descarga Boricua...

## Discographie
- El Explosivo (1968) (FANIA)
- El Que Sabe Sabe (1969) (FANIA)
- Los Dinamicos w/ Johnny Pacheco (1971) (FANIA)
- Pa' Bravo Yo (1972) (FANIA)
- Participation à Hommy - A Latin Opera de Larry Harlow (1973)
- Justo Betancourt  (1974)
- Lo Sabemos (1975) (FANIA)
- Ubane w/ Mongo Santamaria (1976) (VAYA)
- Recordando El Ayer w/ Johnny Pacheco, Celia Cruz & Papo Lucca (1976) (VAYA)
- Distinto y Diferente (1977) (FANIA), inclut le tube «No estás en nada»
- !Presencia! y Su Conjunto Borincuba (1978) (FANIA)
- Justo Betancourt (1979)
- Con Sonora Matancera (1981) (BARBARO)
- Leguleya No (1982) (FANIA)
- Regresar (1990) (RMQ)